# Mesochorus araucoensis
Mesochorus araucoensis là một loài tò vò trong họ Ichneumonidae.